# Neue Elbebrücke Meißen
Die Neue Elbebrücke Meißen oder auch Elbtalbrücke Meißen ist eine 330 m lange Straßenbrücke, die in Meißen die Elbe bei Stromkilometer 82,9 überspannt. Das Bauwerk zwischen den Stadtteilen Niederfähre und Fischergasse ist Teil der Bundesstraße 101, dient der Ortsumgehung Meißens und der Entlastung der Altstadtbrücke.
Die Elbquerung ist für vier Fahrstreifen sowie beidseitig angeordnete Geh- und Radwege ausgelegt. Sie wurde in den Jahren 1996 und 1997 für 27 Millionen DM errichtet.

## Konstruktion

### Überbau

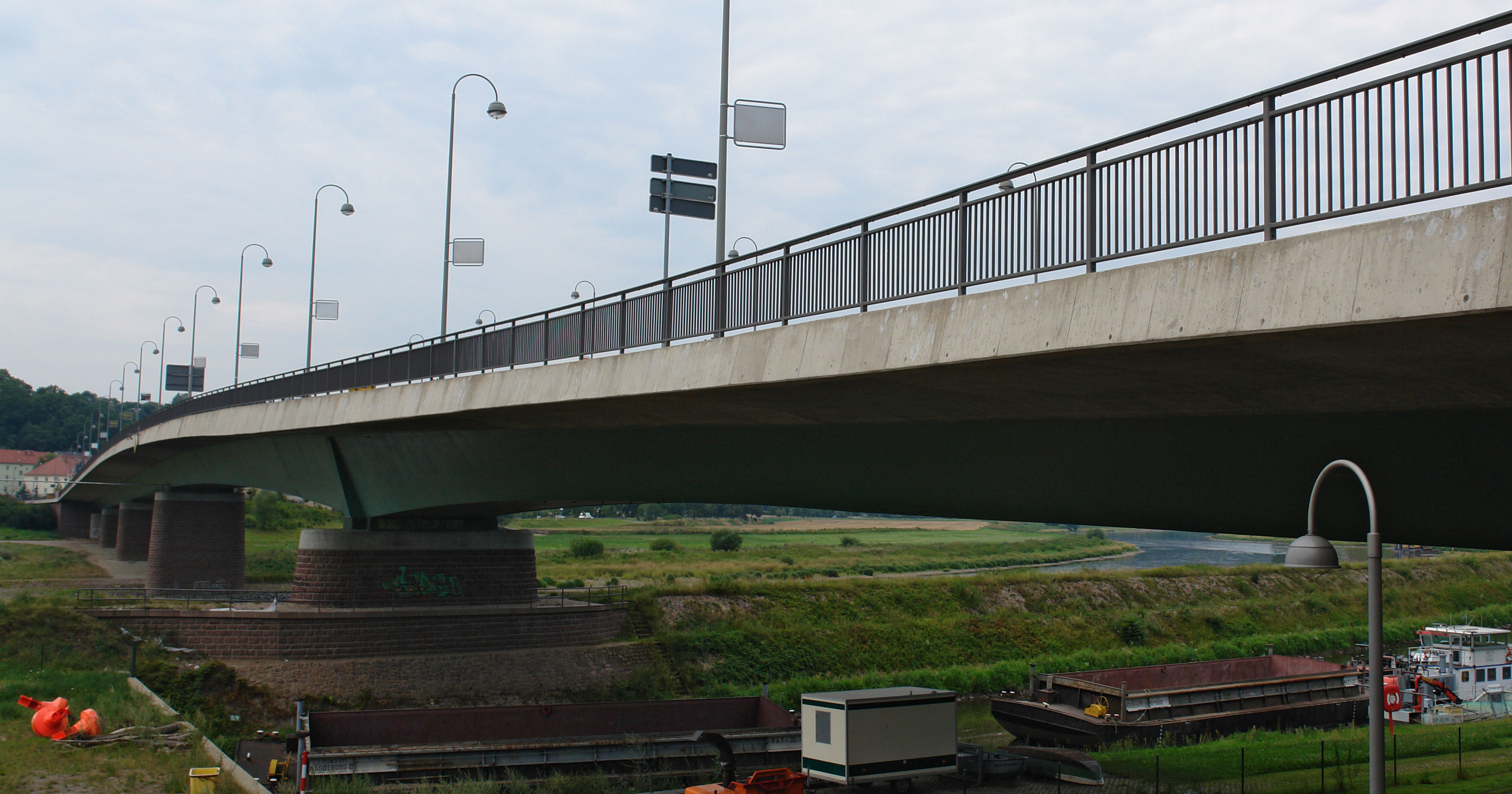
Untersicht mit Winterhafen

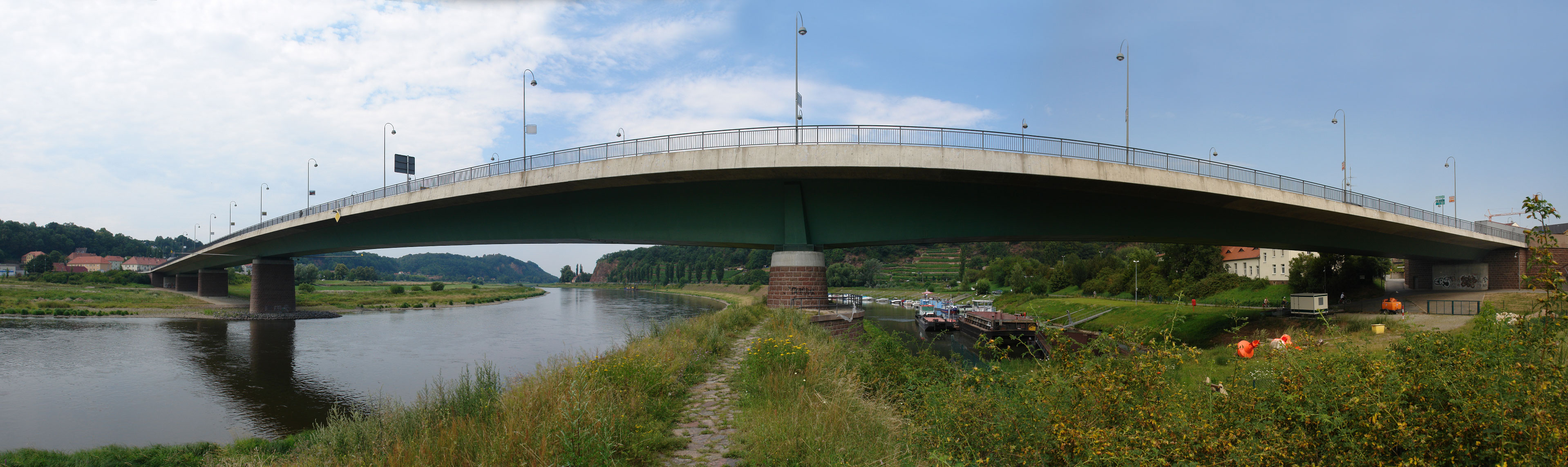
Südliche Ansicht

Die Straßenbrücke ist eine Stahlverbundkonstruktion mit fünf Öffnungen. Die Stützweiten der Balkenbrücke betragen im östlichen Randfeld 80,0 m, im Hauptfeld über der Schifffahrtsrinne 108,0 m und in den folgenden westlichen Vorlandfeldern 59,75 m, 46,25 m und 36,0 m.
Die Überbau besteht unten aus einem 6,80 m breiten Stahltrog, der aufgrund konstanter Breite oben sowie unterschiedlicher Konstruktionshöhen variable Stegneigungen hat. Die Hauptträger sind durch Kopfbolzendübeln mit der Stahlbetonfahrbahnplatte verbunden. Im Bereich der Strompfeiler ist außerdem unten eine maximal 1,1 m dicke Stahlbetonbodenplatte im Verbund angeordnet. Die Fahrbahnplatte ist 21,5 m breit und kragt beidseitig 5,05 m aus. In Querrichtung ist sie, bis auf einen Abschnitt am Brückenende mit breiterer Fahrbahn, schlaff bewehrt und bei einer veränderlichen Querschnittshöhe über den Hauptträgerstegen maximal 67 cm dick. In Längsrichtung besitzt die Konstruktion eine ausgeprägte Voute über dem östlichen Strompfeiler. Dort beträgt die Konstruktionshöhe maximal 5,5 m, an den  Brückenenden 2,4 m.

### Unterbauten und Gründung
Die massiven Pfeiferscheiben sind mit rotem finnischen Granit verkleidet. Die Unterbauten besitzen eine Flachgründung auf Flusskies. Am östlichen Widerlager ist eine Bastion als Aussichtspunkt angeordnet.

### Bauausführung
Die Dyckerhoff & Widmann AG errichtete das Bauwerk. Im Vorlandbereich wurde der Stahltrog mit einem Autokran montiert. Im Abschnitt über der Elbe wurden die 125 t schweren Segmente zusammen mit dem Autokran auf eine Schubeinheit verladen. Das Einheben erfolgte dann mit dem Autokran und einem Litzenheber an dem bereits montierten Brückenabschnitt. Die Brückenbauteile der ersten fünf Abschnitte wurden über die Straße angeliefert. Dabei musste ein unbewohntes Haus abgerissen werden. Der Transport der Teile der restlichen sieben Abschnitte geschah mit dem Schiff.
Noch vor dem Ende der Montage wurde mit dem abschnittsweise Herstellen der Stahlbetonfahrbahnplatte begonnen. Die wurde mit einem Schalwagen in Längen von maximal 23 m betoniert.